# Храм Воскресения Христова (Кокшетау)
Кафедральный собо́р в честь Воскресе́ния Христо́ва (каз. Мәсіхтің қайта тірілу шіркеуі; разговорное — Воскресе́нский собо́р) — главный кафедральный собор (с 2021 года) Кокшетауской и Акмолинской епархии Русской православной церкви (РПЦ), расположенный в Кокшетау (в 1824—1868 годах станица Кокчетавская, в 1868—1993 годах Кокчетав).
Построен на берегу озера Копа и старом русле реки Кылшакты, по улице пр. Назарбаева, 71 (ранее улица называлась Горького), рядом с Дворцом общественного согласия; 020000. Высота храма вместе с  крестом составляет 46 м.
Собор вмещает при максимальной комфортности — 500 человек,  при минимальной — 1,500. При церкви функционирует воскресная школа.

## История
Чин освящения креста и закладного камня в основание строительства собора в честь Воскресения Христова в городе Кокшетау совершил митрополит Астанайский и Казахстанский Александр (Могилёв) 21 ноября 2015 года, в день памяти Собора Архистратига Божия Михаила и Небесных Сил бесплотных.
12 апреля 2016 года епископ Кокшетауский и Акмолинский Серапион (Колосницин) совершил молебен на начало всякого доброго дела, после чего начался процесс забивки первых свай в основание храма.
24 марта 2017 года подняли и установили центральный купол собора.
2 декабря 2020 года, в день памяти святителя Филарета Московского, митрополит Астанайский и Казахстанский Александр совершил чин малого освящения новопостроенного храма.
Храм возводился на добровольные пожертвования благотворителей и жителей города Кокшетау.
В 2021 году Воскресенский храм стал кафедральным собором Кокшетауской и Акмолинской епархии, куда была перенесена резиденция епархии.

### Открытие собора
Официальное открытие Воскресенского собора состоялось 17 сентября 2021 года.
17 сентября 2021 года, в день памяти пророка Моисея Боговидца и святителя Иоасафа Белгородского, митрополит Астанайский и Казахстанский Александр совершил в сослужении епископа Кокшетауского и Акмолинского Серапиона и епископа Петропавловского и Булаевского Владимира чин великого освящения новопостроенного храма.

## Описание
Собор строился в традициях русской церковной архитектуры середины XIX столетия, но по новейшим технологиям и с использованием современных качественных материалов. Проектируемый храм «кораблем» по типологическому решению канонически относится к четырёхстолпным, трехмерным с трапезной и колокольней храмом. Каждый неф храма имеет свой престол с алтарем, храмовое пространство и притворы. Соответственно, различаются средняя часть, северный и южный приделы.
В целом, план храма образует композицию шестиконечного креста, к которому примыкают по главным осям полукружья центрального алтаря, портики входов с крыльцами, а по диагональным осям алтаря и притворы приделов.
Пространства притворов храма также как и его трех молельных залов объединены по осям юг-север в трансепты. Колокольня в основании правильной квадратной формы.
К югу и северу от притвора под колокольней размещаются киоск и лестница на хоры и звоны.
Между притворами и средней частью храма, под глубоким балконом размещается трапезная. Храм имеет пять глав в виде полусфер на цилиндрических барабанах. Все главы увенчаны постаментными восьмиконечными крестами. Алтарь увенчан отдельным постаментным крестом. Внутреннее пространство храма подчинено идее выявления двух осей: горизонтальной (вход — алтарь, запад-восток) и вертикальной (центр храма — скуфья купола), а также их пересечения (амфалос), символизирующего встречу Неба и Земли (Горнего и Дольнего).
Внутри храм расписан художниками из города Волгодонск (Российская Федерация, Ростовская область).

### Размеры
Конструктивные характеристики
- Площадь — 1386 м2;[11]
- Вместимость — 500 чел (макс. 1500 чел);[11]
- Высота купола с крестом — 46 м, длина — 46 и  ширина 28,4.[11]

Рядом с храмом размещена воскресная школа, общей площадью 811 м2.

### Колокола
Колокольня имеет трехчастное построение по вертикали и завершена шпилем с крестом на шаровидной голгофе. Северная и южная части нижнего объёма колокольни увенчаны на трехскатных крышах-подкрылках четырьмя голгофными восьмиконечными крестами.
Набор из двенадцати колоколов общим весом около 4,5 тонн был отлит по благословению Преосвященнейшего Серапиона в городе Тутаеве (Ярославская область, Россия) на ООО «Италмас» – колокольном заводе Николая Шувалова на пожертвования благотворителей Кокшетауской епархии. Самый большой колокол — весит 2 тонны и украшен священными изображениями Спасителя, Пресвятой Богородицы, святителя Николая Чудотворца и равноапостольного князя Владимира.
9 апреля 2017 года, в праздник Входа Господня в Иерусалим, епископ Кокшетауский и Акмолинский Серапион совершил чин освящения новых колоколов.
10—11 апреля 2017 года по благословению епископа Кокшетауского и Акмолинского Серапиона на колокольню Воскресенского кафедрального собора был поднят и установлен комплект колоколов.